# Polícrates de Samos
Polícrates de Samos (en llatí Polycrates, en grec antic Πολυκράτης) fou tirà de Samos.
Al final del regnat de Cir II el Gran de Pèrsia va prendre el poder amb la cooperació dels seus germans Pantagnot i Silosó. Inicialment els tres germans van compatir el poder suprem però aviat Pantagnot fou executat i Silosó desterrat i va quedar com tirà únic.
Va construir una flota de 100 vaixells i va contractar mercenaris i va conquerir diverses illes i algunes ciutats a la costa asiàtica. Va fer la guerra contra Milet i va derrotar en combat naval a la gent de Lesbos que anaven en ajut de la ciutat.
La seva marina va esdevenir la més important dels estats grecs i va planejar conquerir totes les ciutats de Jònia, per la qual cosa es va aliar amb Amasis d'Egipte, qui, això no obstant, va renunciar aviat a ajudar-lo per l'excessiva bona sort de Polícrates que mai havia estat derrotat. Heròdot explica la causa del trencament: Amasis va demanar al tirà de desfer-se d'alguna propietat valuosa per no atreure la venjança dels déus, i Polícrates va llençar al mar un anell d'extraordinària bellesa però al cap de pocs dies va aparèixer a la panxa d'un peix que li va oferir un pescador, i això va espantar a Amasis; els historiadors pensen que això és una llegenda i que en realitat fou Polícrates el que va trencar l'aliança per aliar-se amb Cambises II de Pèrsia que estava preparant la conquesta d'Egipte (525 aC).
En ajut dels perses va enviar 40 vaixells en els que va posar a totes les persones que es podien oposar al seu govern i privadament va demanar al rei persa que no tornessin; però els homes així enviats a la mort van poder escapar i van desembarcar a Samos on van fer la guerra al tirà, però foren derrotats, havent de fugir cap a Esparta que els va prometre ajut. Corint, enemistada també amb Samos, va oferir igualment el seu ajut. Les forces dels exiliats amb aquestos suports, van atacar Samos i van assetjar la ciutat durant 40 dies, però quan van veure que no la podrien conquerir, els aliats espartans i corintis van abandonar l'illa.
Polícrates va arribar llavors a la cimera del seu poder. Vivia amb gran pompa i luxe, i la seva cort era seu d'artistes, poetes i literats, entre els que destacava Anacreont.
Per causes desconegudes el sàtrapa Orestes de Sardes va decidir eliminar a Polícrates, i el va convidar a visitar els seus dominis. Només desembarcar, Polícrates fou capturat i crucificat (522 aC).